# Regionalgericht Berner Jura-Seeland

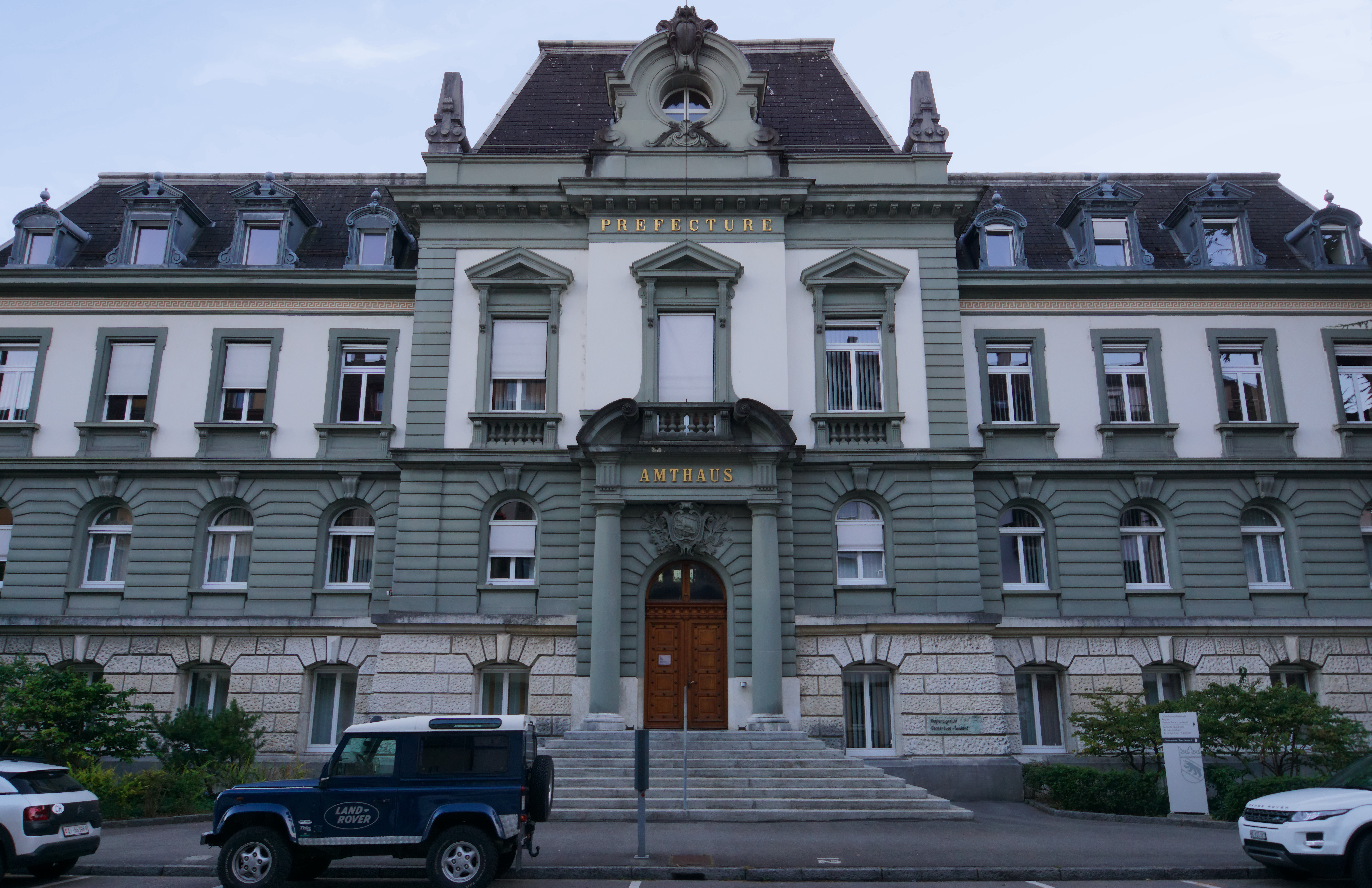
Amthaus Biel, Hauptsitz des Regionalgerichts Berner Jura-Seeland (2015)

Das Regionalgericht Berner Jura-Seeland ist ein erstinstanzliches schweizerisches Gericht mit Sitz in der Stadt Biel (frz. Bienne) und einer Aussenstelle in Moutier (dt. Münster). Es ist eines der vier Regionalgerichte des Kantons Bern und als solches für zivil- und strafrechtliche Verfahren zuständig. Seine Gerichtsregion umfasst die Verwaltungsregionen Berner Jura (Verwaltungskreis Berner Jura) und Seeland (Verwaltungskreise Biel/Bienne und Seeland). Amtssprachen sind Deutsch und Französisch.

## Geschichte
Das Regionalgericht Berner Jura-Seeland entstand in seiner heutigen Form per 1. Januar 2011. Es wurde im Zuge der bernischen Justizreform geschaffen, welche auf diesen Zeitpunkt in Kraft getreten ist und die zuvor 13 erstinstanzlichen Gerichtskreise zu vier Gerichtsregionen zusammenfasste. Das Regionalgericht Berner Jura-Seeland entstand dabei aus den folgenden Gerichtskreisen:
- Gerichtskreis I Courtelary-Moutier-La Neuveville (Amtsbezirke Courtelary, Moutier und La Neuveville)
- Gerichtskreis II Biel-Nidau (Amtsbezirke Biel und Nidau)
- Gerichtskreis III Aarberg-Büren-Erlach (Amtsbezirke Aarberg, Büren und Erlach)

## Gebäude

### Hauptsitz Biel
Der Hauptsitz des Regionalgerichts Berner Jura-Seeland befindet sich im Amthaus an der Spitalstrasse 14 in Biel. Das Amthaus wurde 1898–1899 erbaut und ursprünglich als Sitz des Regierungsstatthalters (frz. Préfet) des Amtsbezirks Biel genutzt, was bis heute am Namen sowie an den beiden, in goldenen Lettern am Mittelrisalit angebrachten Inschriften («Amthaus» und «Préfecture») zu erkennen ist. Architekt war Kantonsbaumeister Franz Stempkowski, der auch das Amthaus in der Stadt Bern erbaute.
Das Amthaus Biel ist ein würdevoller, einem französischen Barockschloss nachempfundener Repräsentationsbau im Stil des Historismus. Es besteht aus dem Hauptbau unter einem beeindruckenden Mansarddach und dem nordseitig angebauten Assisensaaltrakt unter einem Satteldach. Die Fassade zur Spitalstrasse wird akzentuiert durch einen Mittelrisalit mit säulengerahmter Eingangspartie. Der Bau verfügt über zahlreiche Dekor- und Gliederungselemente, wie z. B. eine rustizierte Sockelzone, Eckpilaster, Gesimse, Fenstergiebel, Obelisken und Rundfenster im Dach. Im Treppenhaus befindet sich das Wandgemälde «Die vier Jahreszeiten» von Samuel Burri.
Das Amthaus steht unter Denkmalschutz und ist ein Kulturgut von regionaler Bedeutung mit der KGS-Nr. 00755.

### Aussenstelle Moutier
Die Aussenstelle Moutier des Regionalgerichts Berner Jura-Seeland befindet sich in einem 1931 bis 1932 erbauten Gebäude an der Rue du Château. Das Gebäude wurde als Regierungsstatthalteramt erbaut und später zu einem Gerichtsgebäude umgenutzt. Der Bau mit einem Krüppelwalmdach nimmt traditionelle Formen auf und ist mit historistischen Anspielungen versehen, darunter etwa mit Fialen besetzten Stempeln und Strebepfeilern aus Quadersteinen. An der Südfassade illustriert ein Wandgemälde von Armand Schwarz den Burgrechtsvertrag von 1486 mit der Stadt Bern.
Im Hinblick auf den per 1. Januar 2026 geplanten Wechsel der Gemeinde Moutier zum Kanton Jura, wird die Aussenstelle voraussichtlich im vierten Quartal 2025 in ein Provisorium nach Biel verlegt, bevor sie voraussichtlich 2028 nach Tavannes umziehen wird.